# Энтре-Амбуш-уш-Риуш
Энтре-Амбуш-уш-Риуш (порт. Entre Ambos-os-Rios)  —  район (фрегезия) в Португалии,  входит в округ Виана-ду-Каштелу. Является составной частью муниципалитета  Понте-да-Барка. По старому административному делению входил в провинцию Минью. Входит в экономико-статистический  субрегион Минью-Лима, который входит в Северный регион. Население составляет 542 человека на 2001 год. Занимает площадь 14,78 км².